# قائمة البعثات الدبلوماسية في ألمانيا

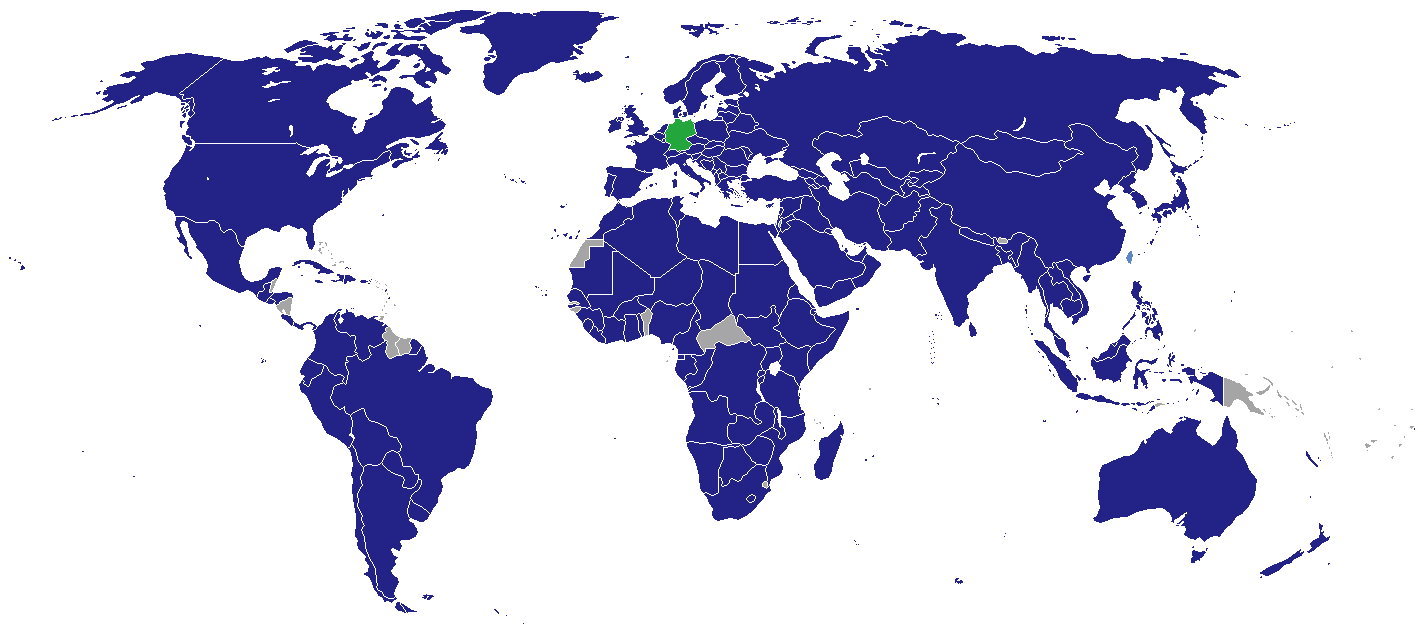
خريطة البعثات الدبلوماسية في ألمانيا

تسرد هذه المقالة البعثات الدبلوماسية المقيمة في ألمانيا. في الوقت الحاضر، تستضيف ألمانيا 157 سفارة.
منذ إعادة توحيد ألمانيا في عام 1990، وقرار البرلمان الفيدرالي بنقل العاصمة من بون إلى برلين في عام 1991، انتقلت جميع الدول التي تحتفظ بسفارات مقيمة في ألمانيا إلى برلين. ومع ذلك، لا يزال عدد قليل من البلدان يحتفظ ببعثات مقيمة في بون، والتي تعمل كمكاتب إرشادية لسفاراتها. يوجد في العديد من البلدان قنصليات/قنصليات عامة في المدن الكبرى، مثل فرانكفورت ودوسلدورف وهامبورغ وميونيخ وشتوتغارت.

## البعثات الدبلوماسية

### السفارات في برلين
- أفغانستان
- ألبانيا
- الجزائر
- أنغولا
- الأرجنتين
- أرمينيا
- أستراليا
- النمسا
- أذربيجان
- البحرين
- بنغلاديش
- بيلاروس
- بلجيكا
- بوليفيا
- البوسنة والهرسك
- بوتسوانا
- البرازيل
- بروناي
- بلغاريا
- بوركينا فاسو
- بوروندي
- كمبوديا
- الكاميرون
- كندا
- الرأس الأخضر
- تشاد
- تشيلي
- الصين
- كولومبيا
- جمهورية الكونغو
- جمهورية الكونغو الديمقراطية
- كوستاريكا
- كرواتيا
- كوبا
- قبرص
- التشيك
- الدنمارك
- جيبوتي
- جمهورية الدومينيكان
- الإكوادور
- مصر
- السلفادور
- غينيا الاستوائية
- إرتريا
- إستونيا
- إثيوبيا
- فنلندا
- فرنسا
- الغابون
- جورجيا
- غانا
- اليونان
- غواتيمالا
- غينيا
- هايتي
- الكرسي الرسولي
- هندوراس
- المجر
- آيسلندا
- الهند
- إندونيسيا
- إيران
- العراق
- أيرلندا
- إسرائيل
- إيطاليا
- ساحل العاج
- جامايكا
- اليابان
- الأردن
- كازاخستان
- كينيا
- الكويت
- قرغيزستان
- لاوس
- لاتفيا
- لبنان
- ليسوتو
- ليبيريا
- ليبيا
- ليختنشتاين
- ليتوانيا
- لوكسمبورغ
- مدغشقر
- مالاوي
- ماليزيا
- جزر المالديف
- مالي
- مالطا
- موريشيوس
- موريتانيا
- المكسيك
- مولدوفا
- موناكو
- منغوليا
- الجبل الأسود
- المغرب
- موزمبيق
- ميانمار
- ناميبيا
- نيبال
- هولندا
- نيوزيلندا
- نيكاراغوا
- النيجر
- نيجيريا
- كوريا الشمالية
- مقدونيا
- النرويج
- عُمان
- باكستان
- بنما
- باراغواي
- بيرو
- الفلبين
- بولندا
- البرتغال
- قطر
- رومانيا
- روسيا
- رواندا
- السعودية
- السنغال
- صربيا
- سيراليون
- سنغافورة
- سلوفاكيا
- سلوفينيا
- الصومال
- جنوب إفريقيا
- كوريا الجنوبية
- جنوب السودان
- إسبانيا
- سريلانكا
- السودان
- السويد
- سويسرا
- سوريا
- طاجيكستان
- تنزانيا
- تايلاند
- توغو
- تونس
- تركيا
- تركمانستان
- أوغندا
- أوكرانيا
- الإمارات العربية المتحدة
- المملكة المتحدة
- الولايات المتحدة
- الأوروغواي
- أوزبكستان
- فنزويلا
- فيتنام
- اليمن
- زامبيا
- زيمبابوي

### بعثات أخرى أو مكاتب تمثيلية في برلين
- مرتفعات قره باغ (التمثيل الدائم)[1]
- قبرص الشمالية (مكتب تمثيلي)[2]
- فلسطين (تفويض عام)
- الجمهورية العربية الصحراوية الديمقراطية (مكتب تمثيلي)
- الائتلاف الوطني لقوى الثورة والمعارضة السورية (مكتب إتصال)
- تايوان

### مكاتب فرعية للسفارة في بون
- الصين
- كوبا
- كازاخستان
- قرغيزستان
- مقدونيا
- قطر[3]
- كوريا الجنوبية
- الإمارات العربية المتحدة
- الولايات المتحدة

## صور

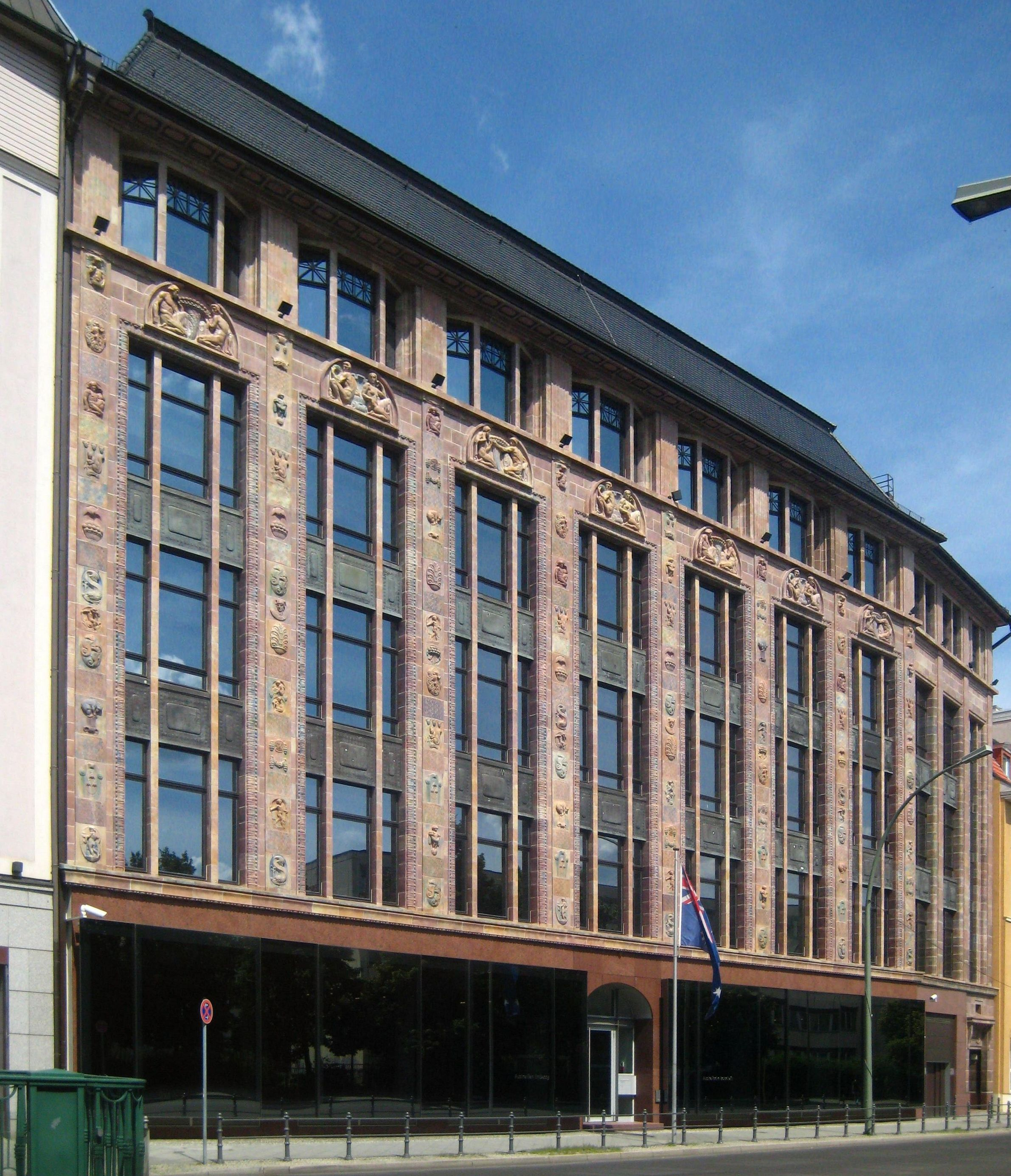
سفارة استراليا
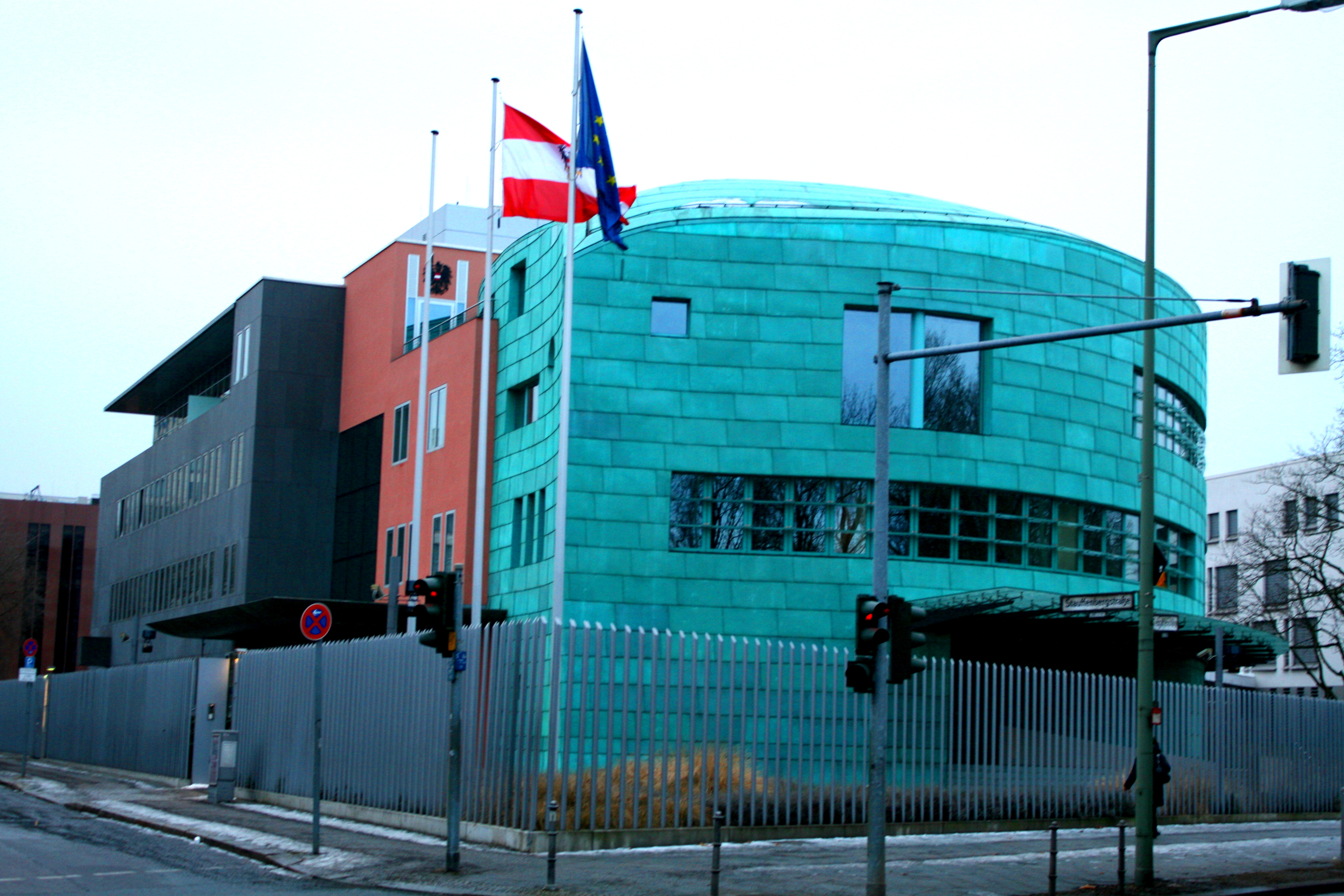
سفارة النمسا
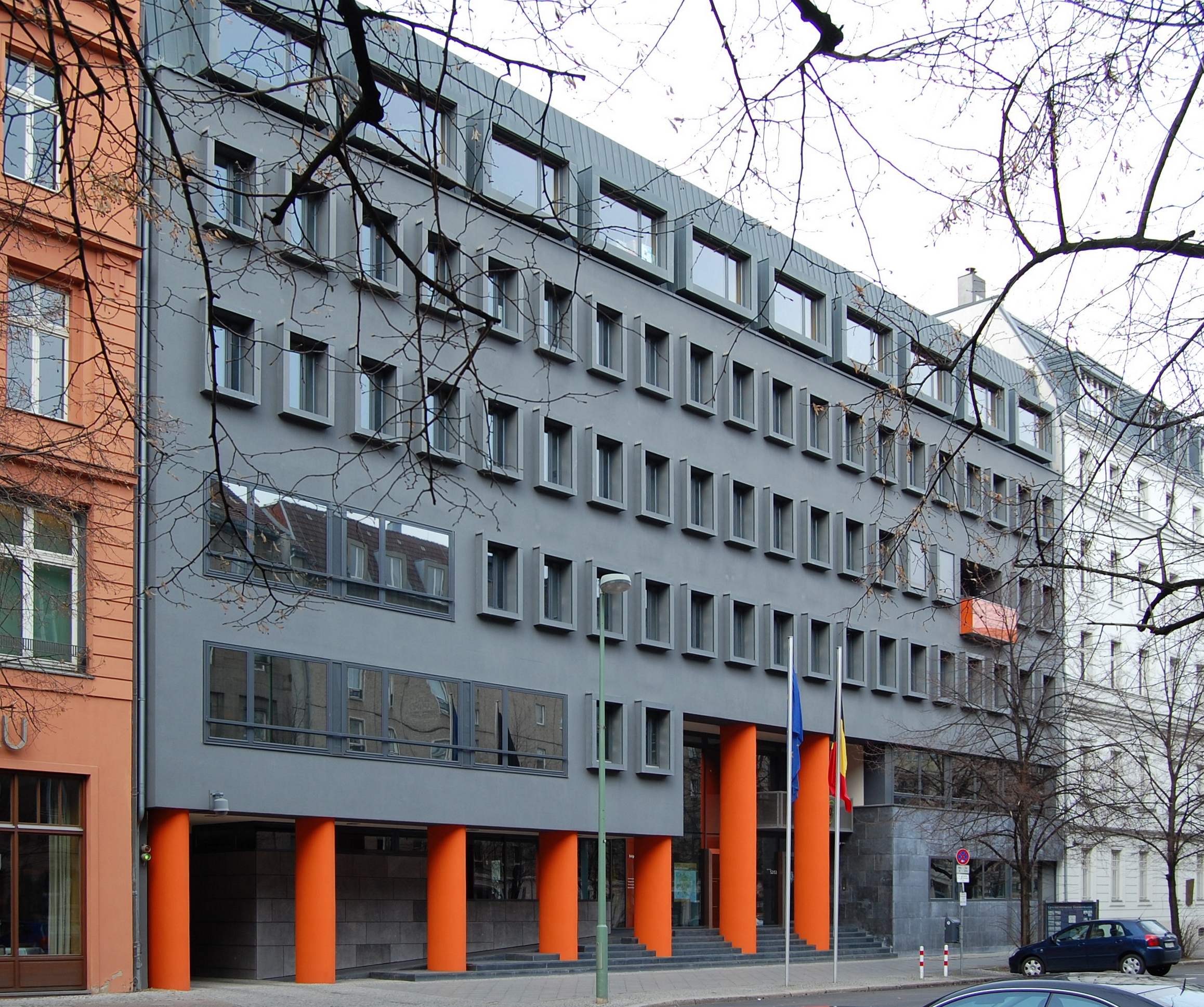
سفارة بلجيكا
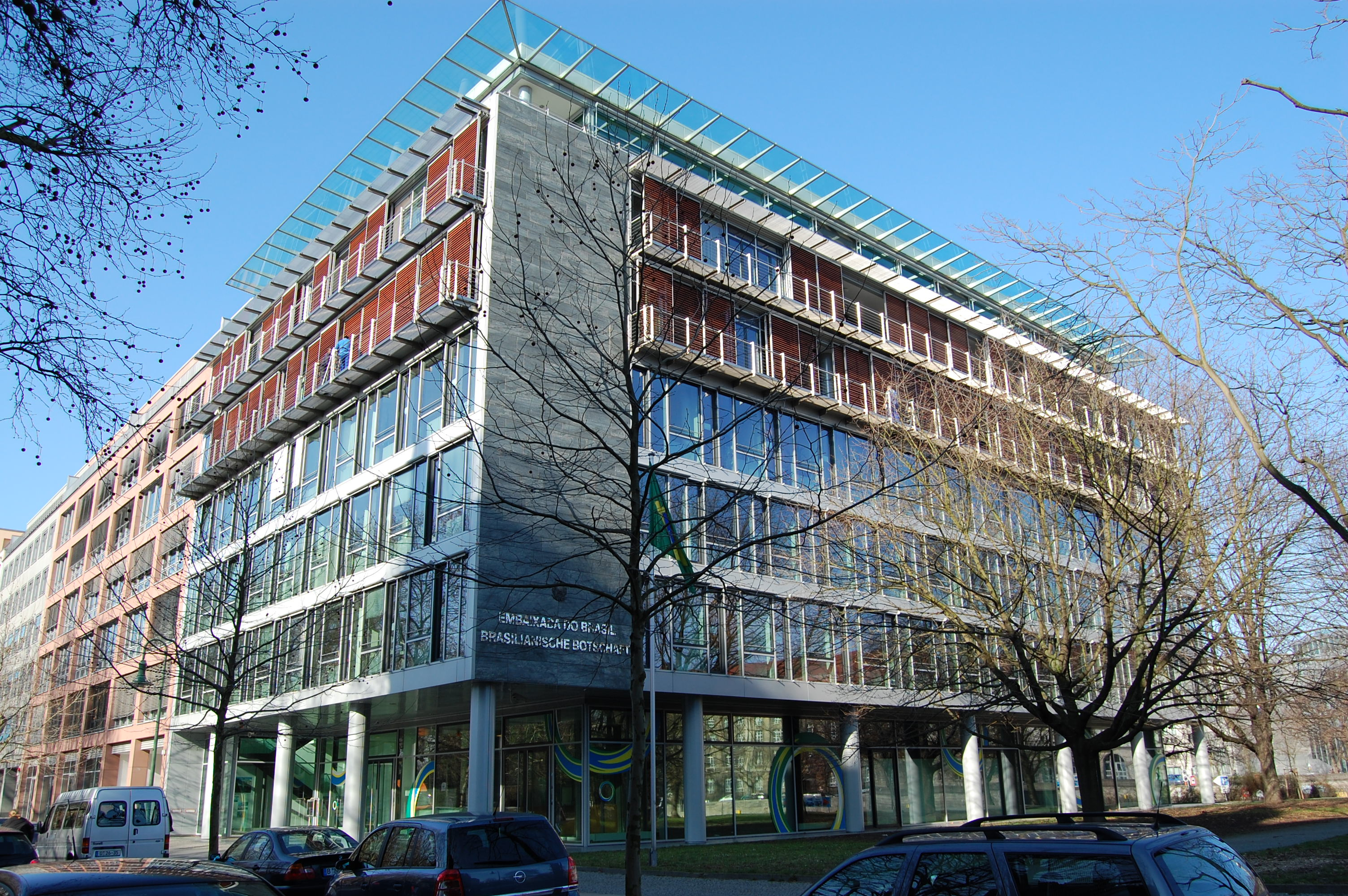
سفارة البرازيل
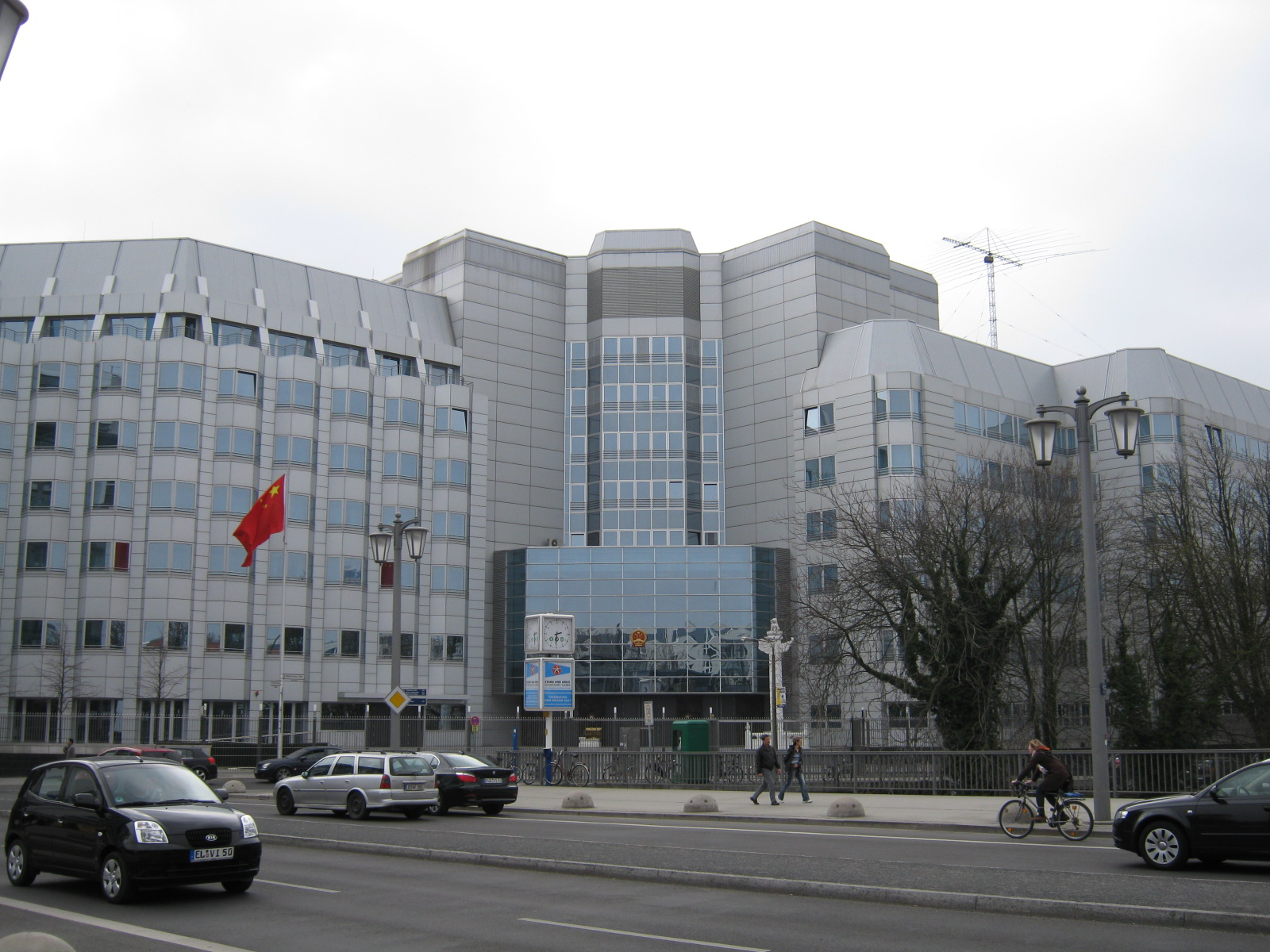
سفارة الصين
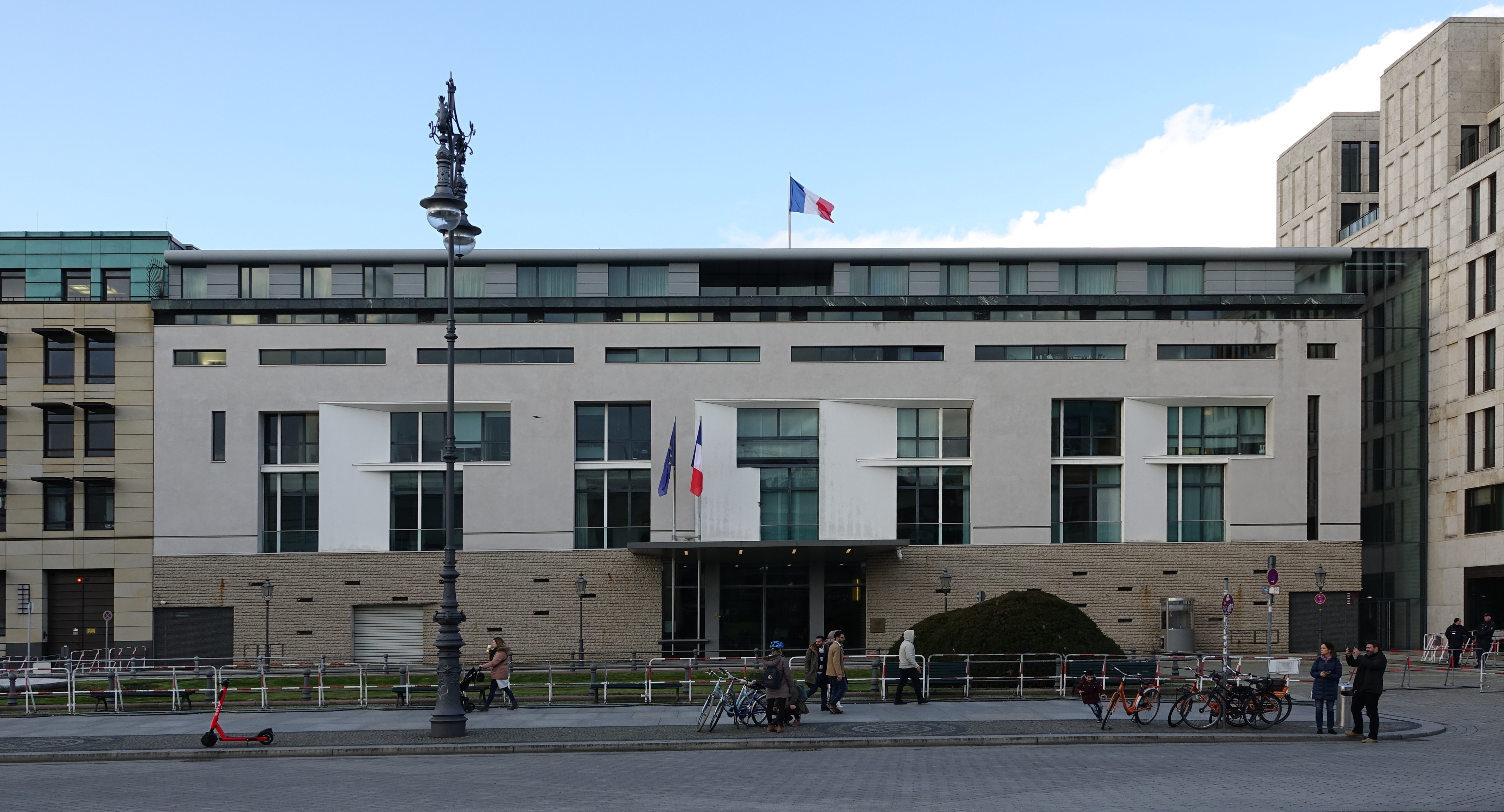
سفارة فرنسا
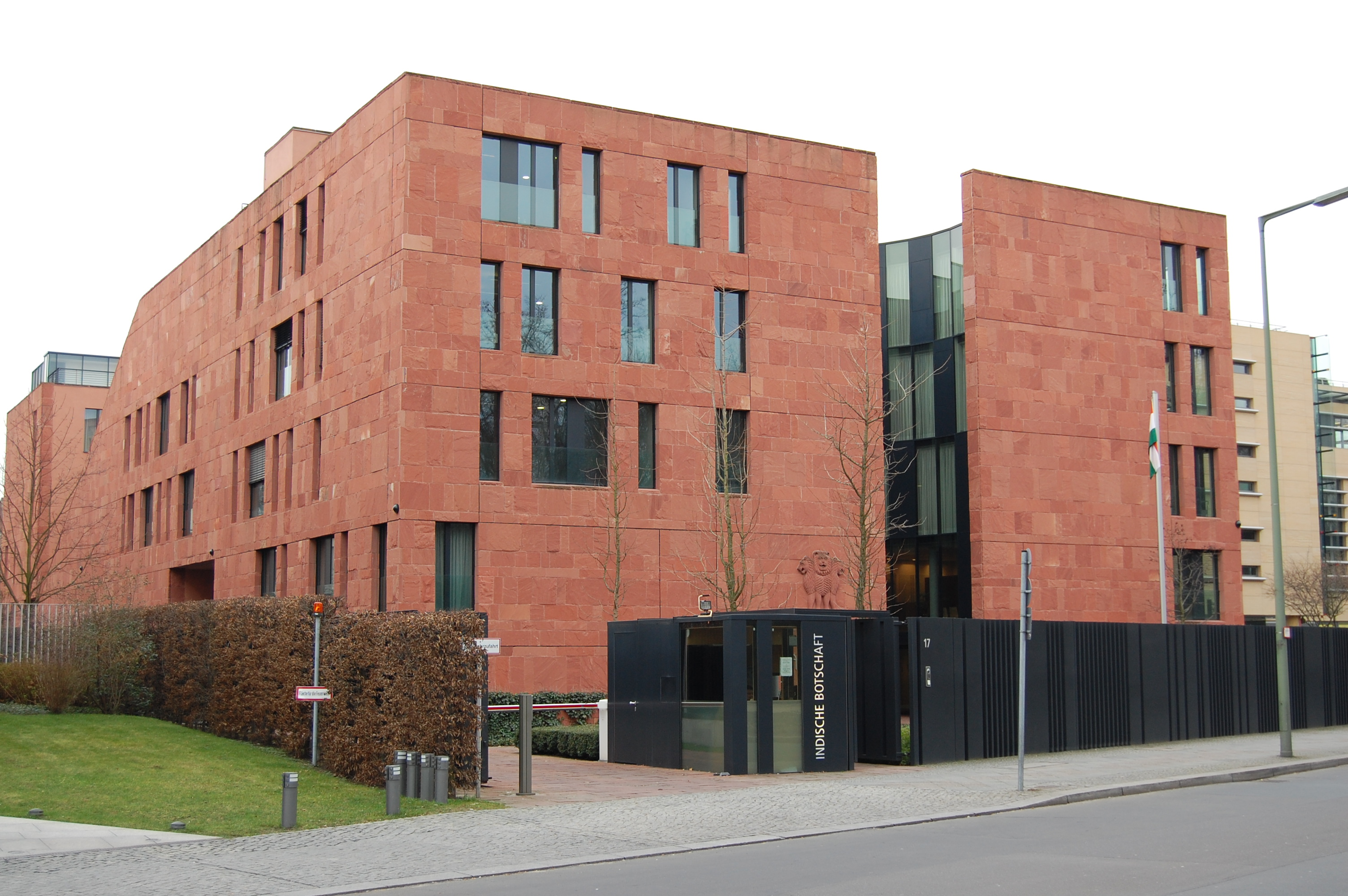
سفارة الهند
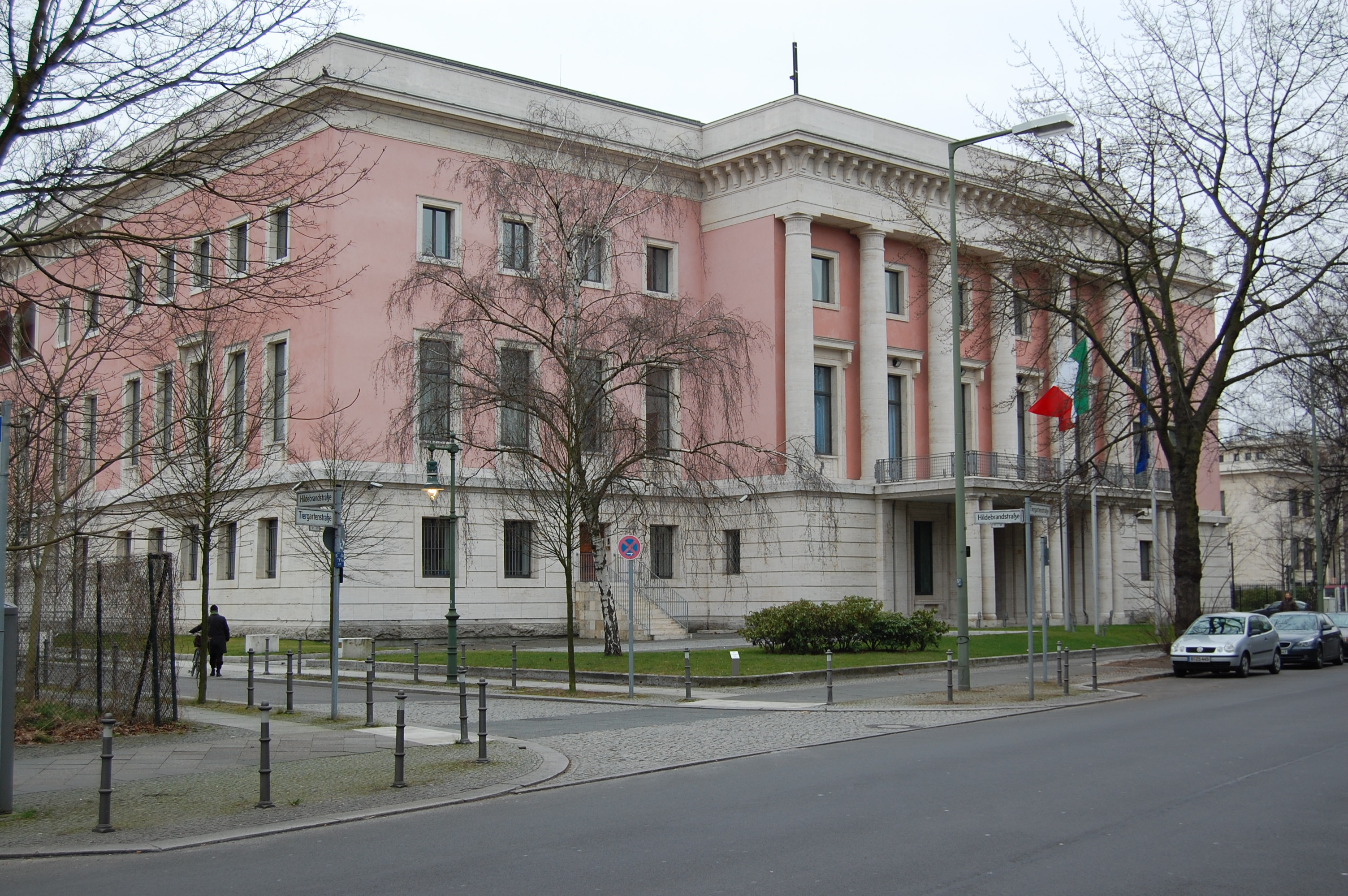
سفارة ايطاليا
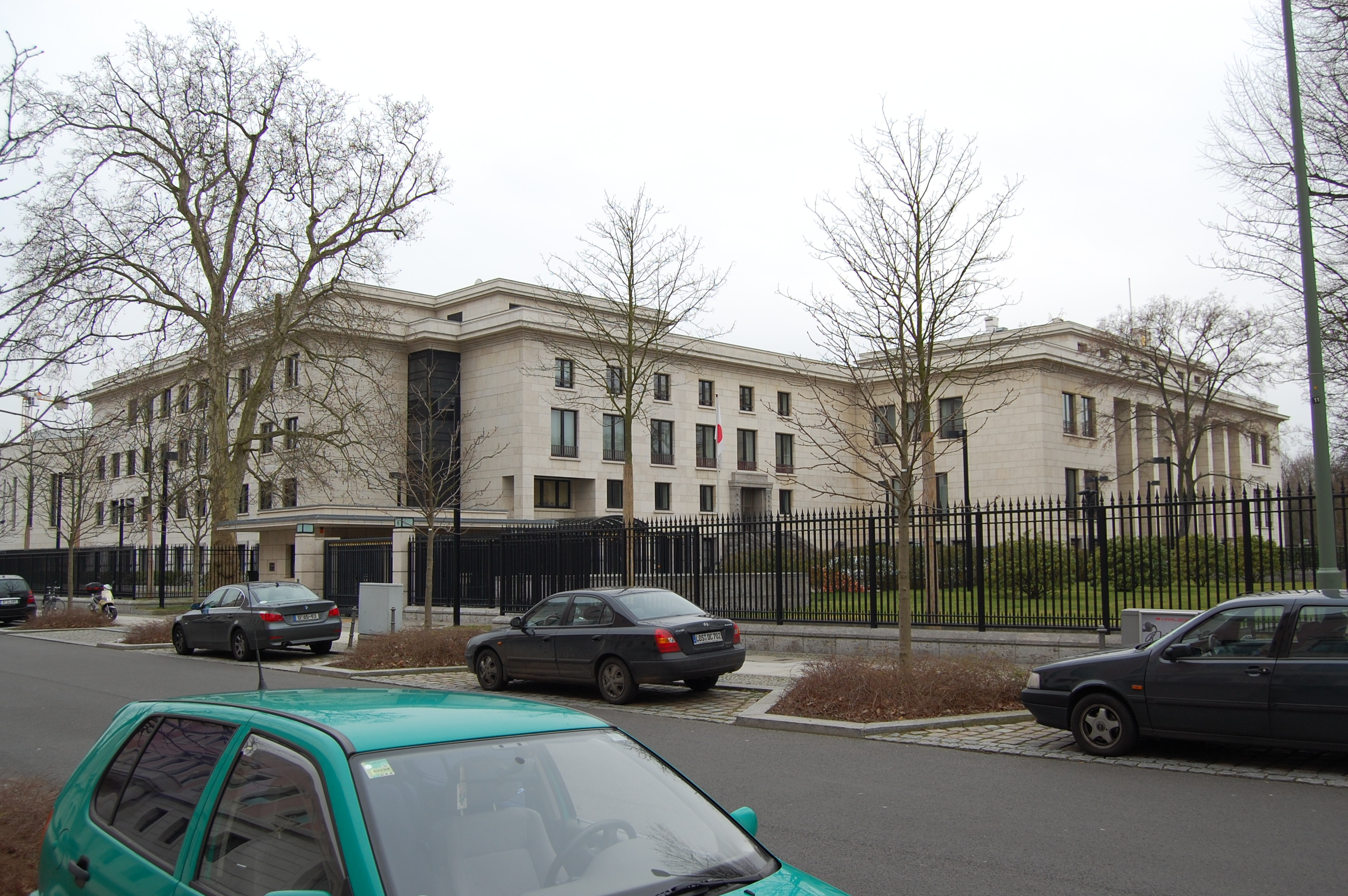
سفارة اليابان
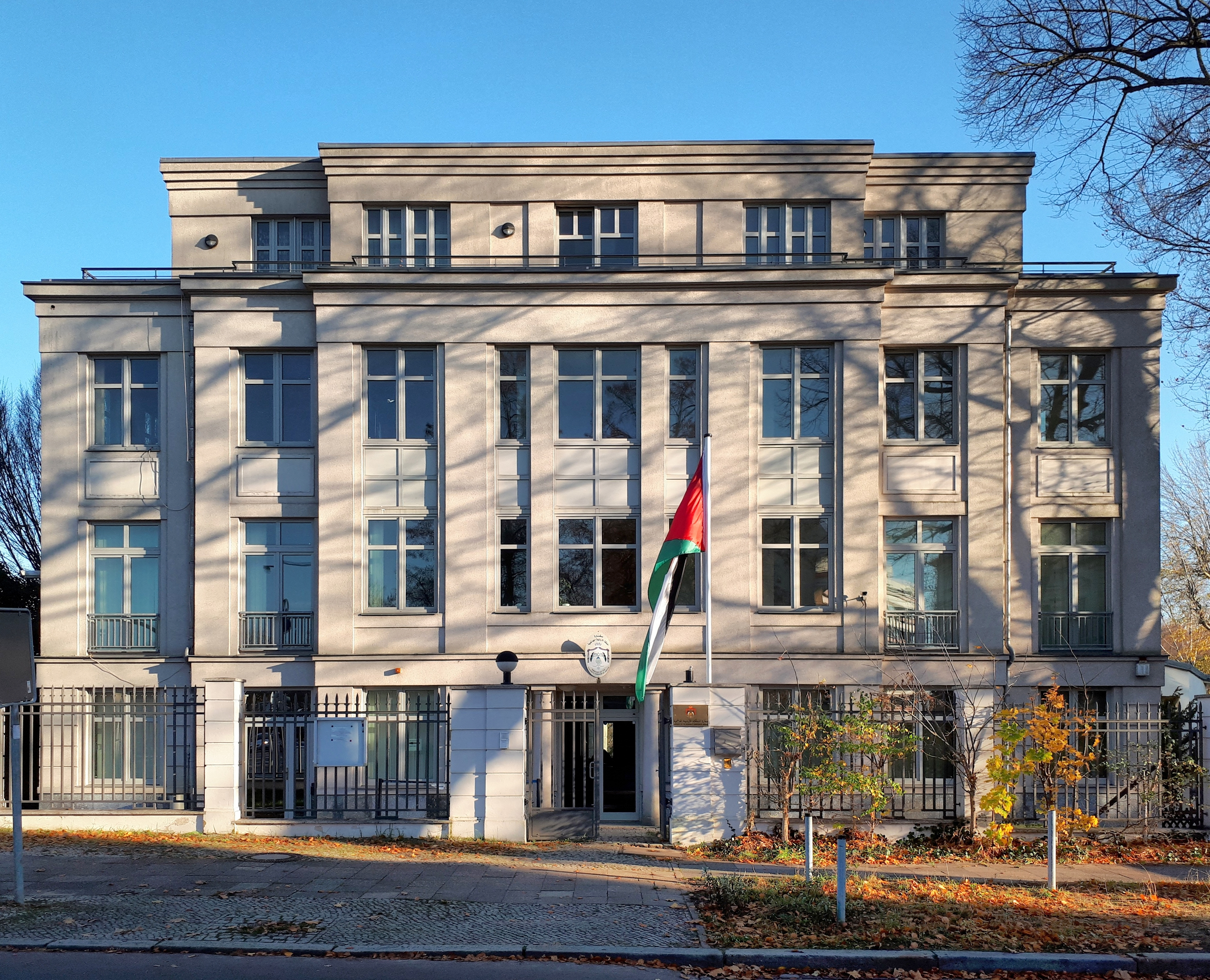
سفارة الأردن
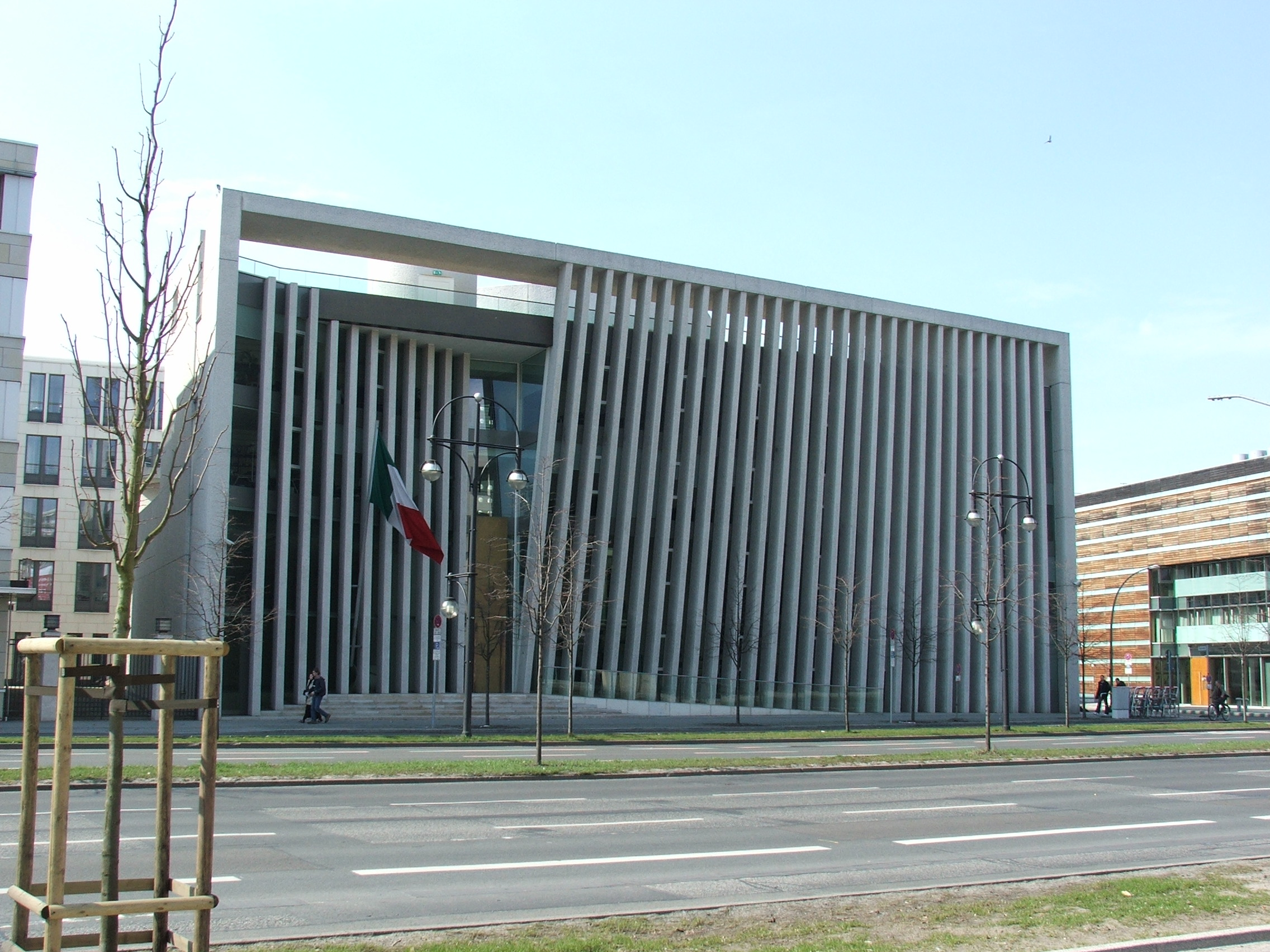
سفارة المكسيك
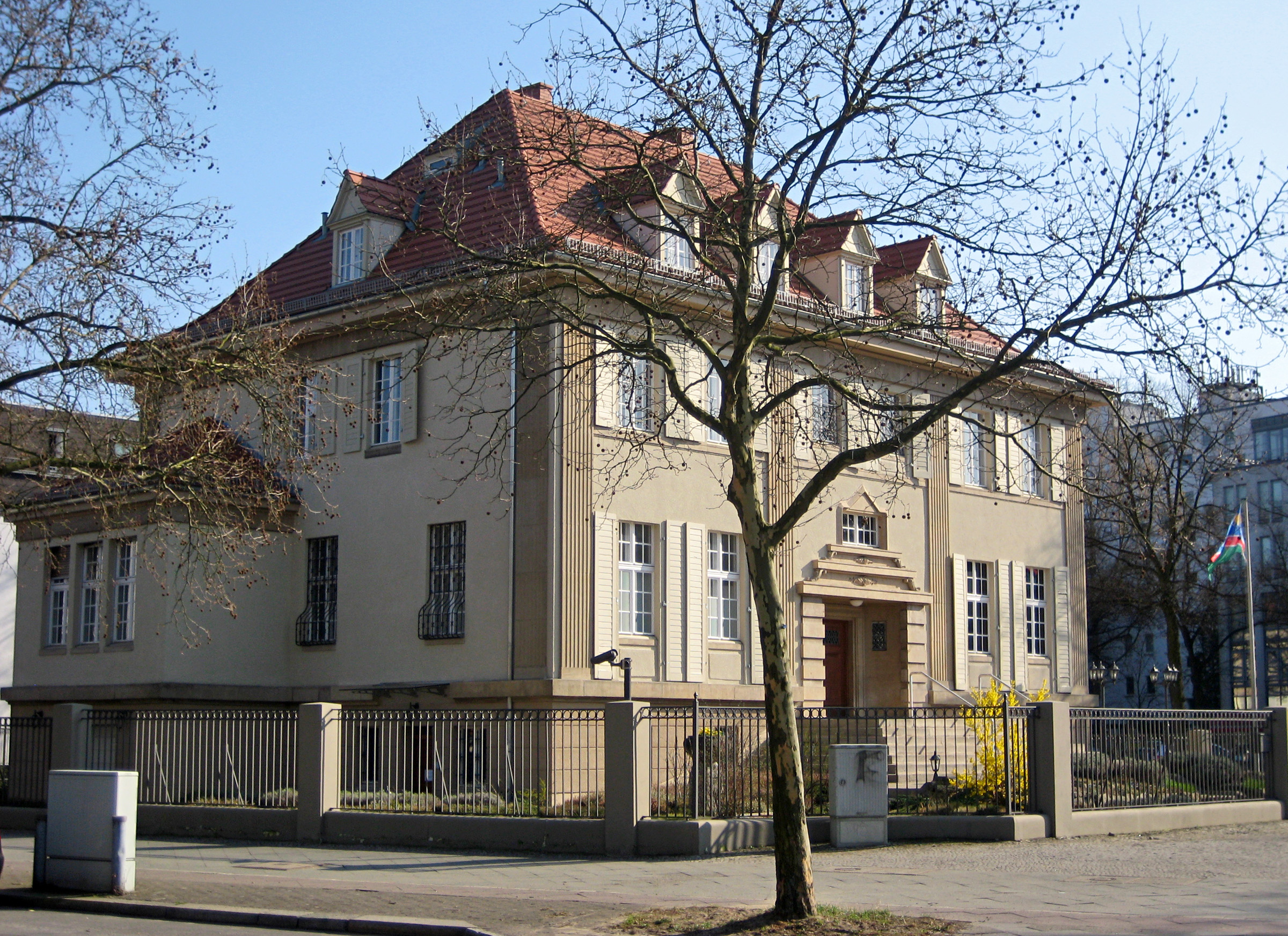
سفارة ناميبيا
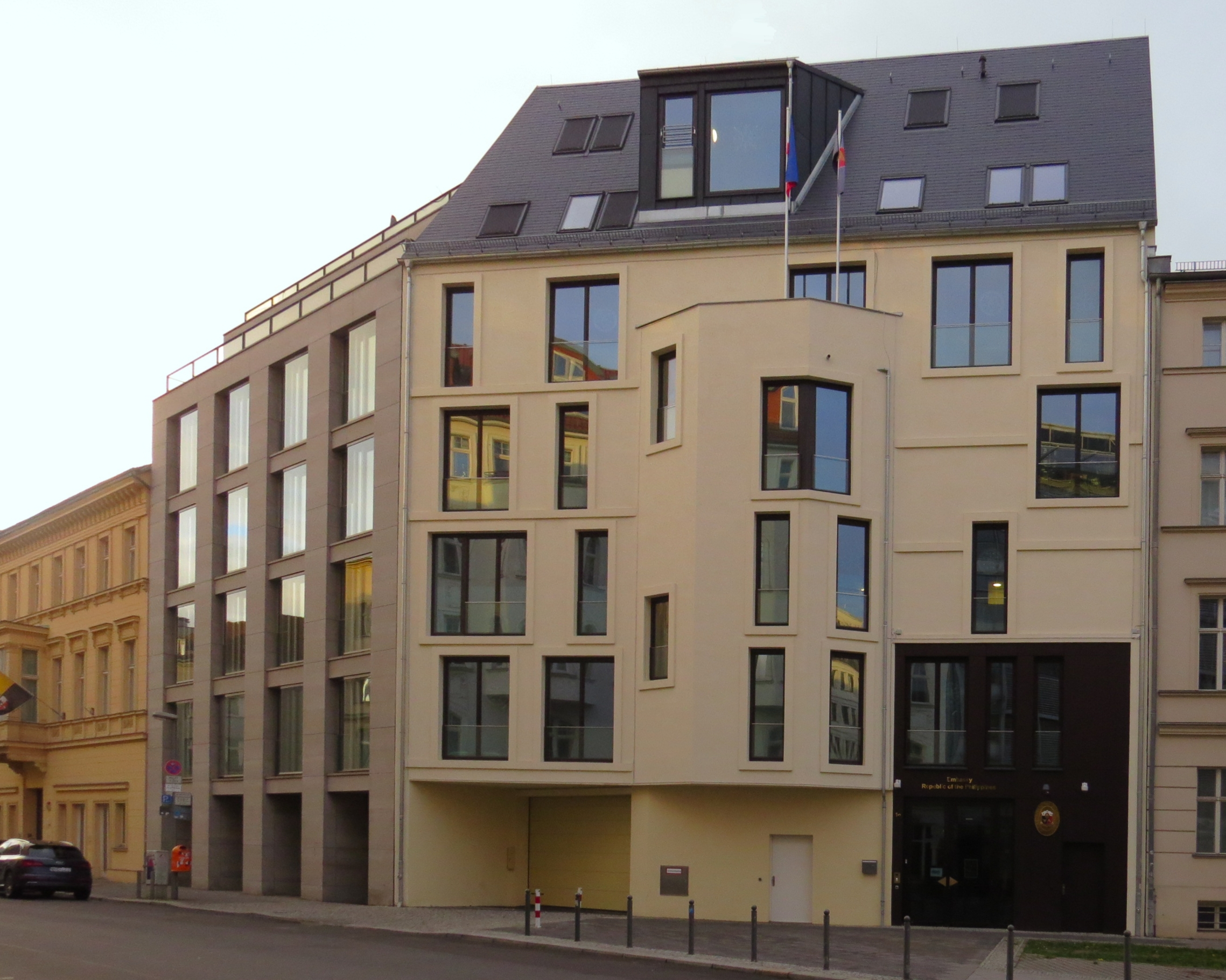
سفارة الفلبين
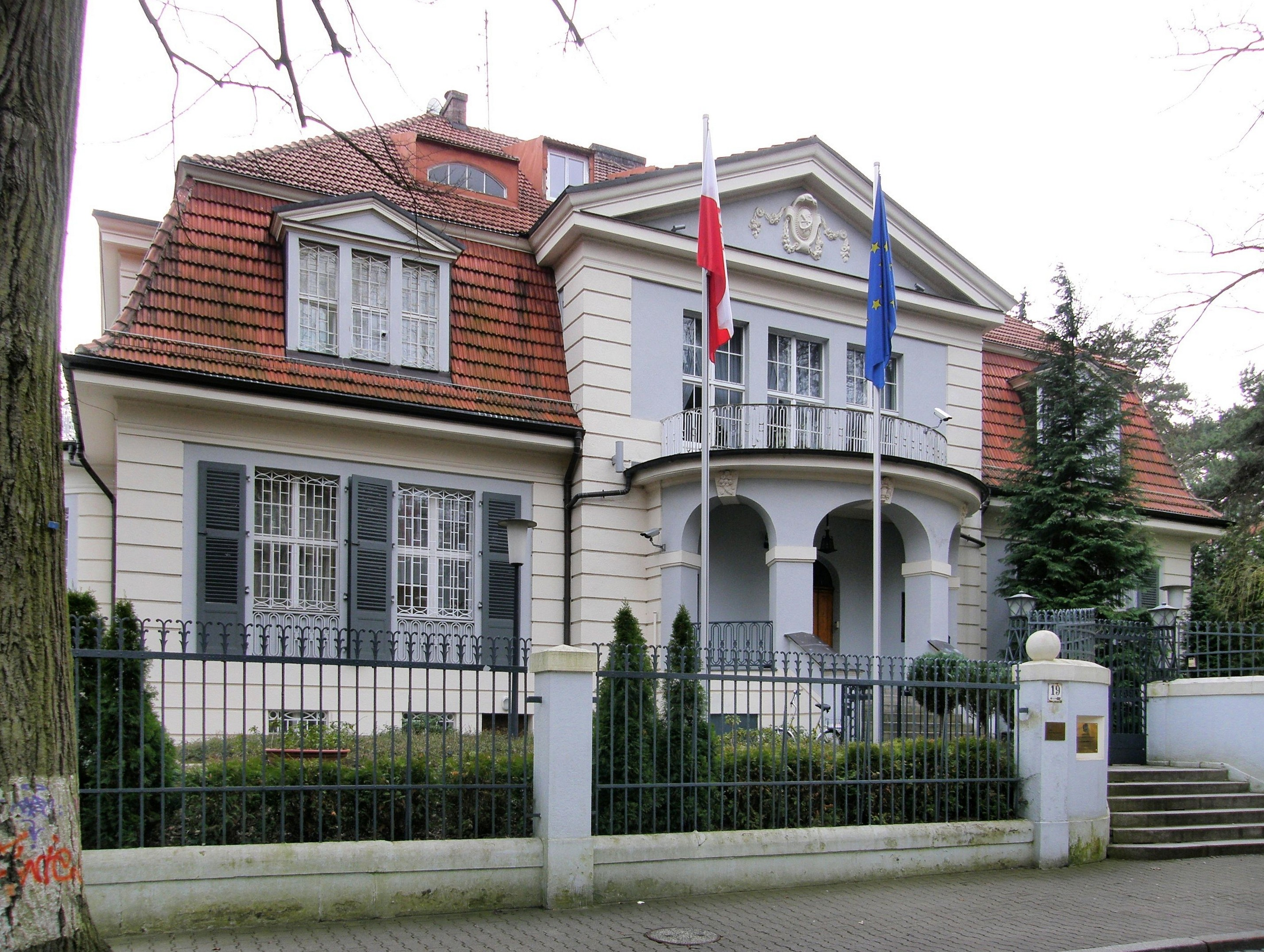
سفارة بولندا
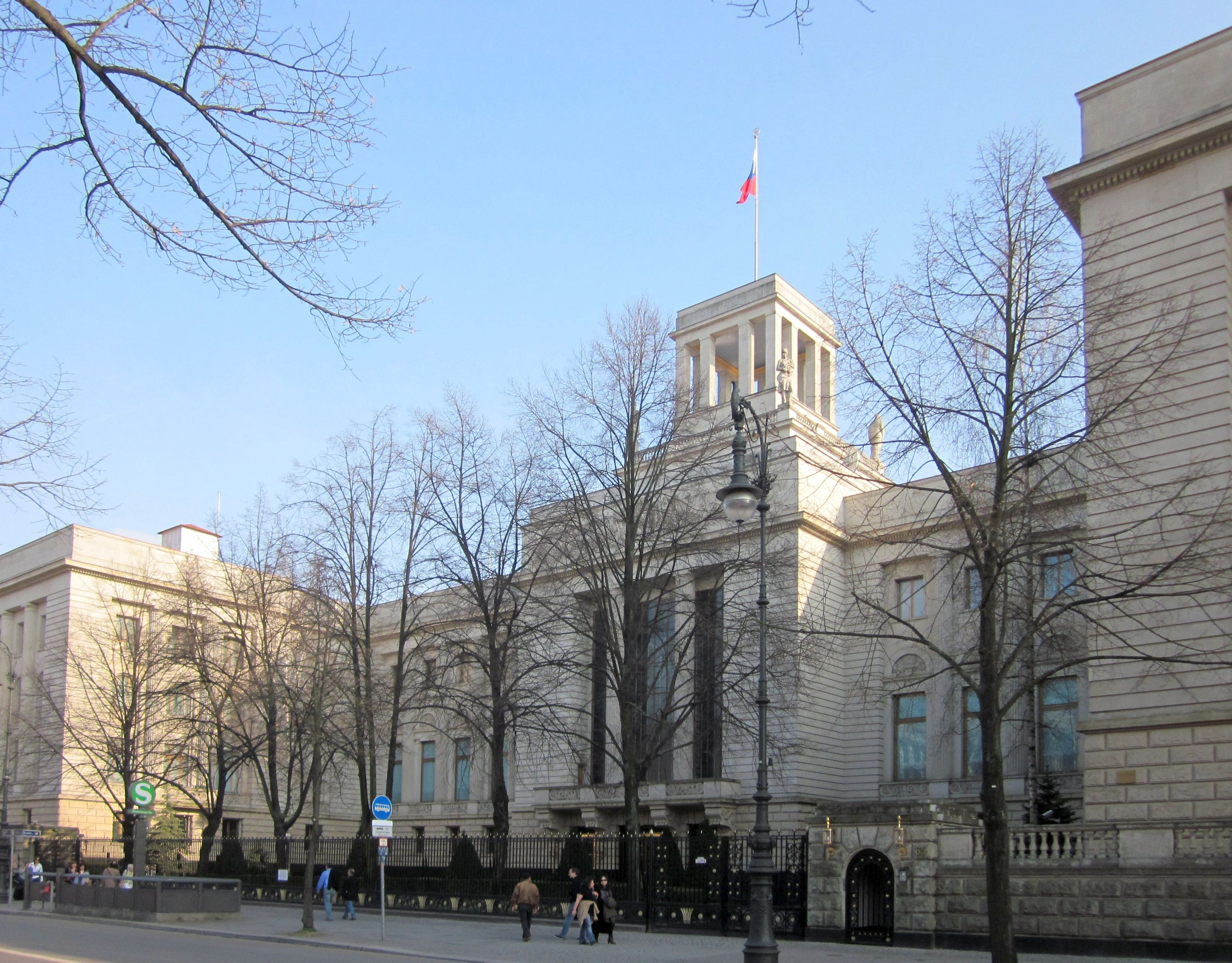
سفارة روسيا
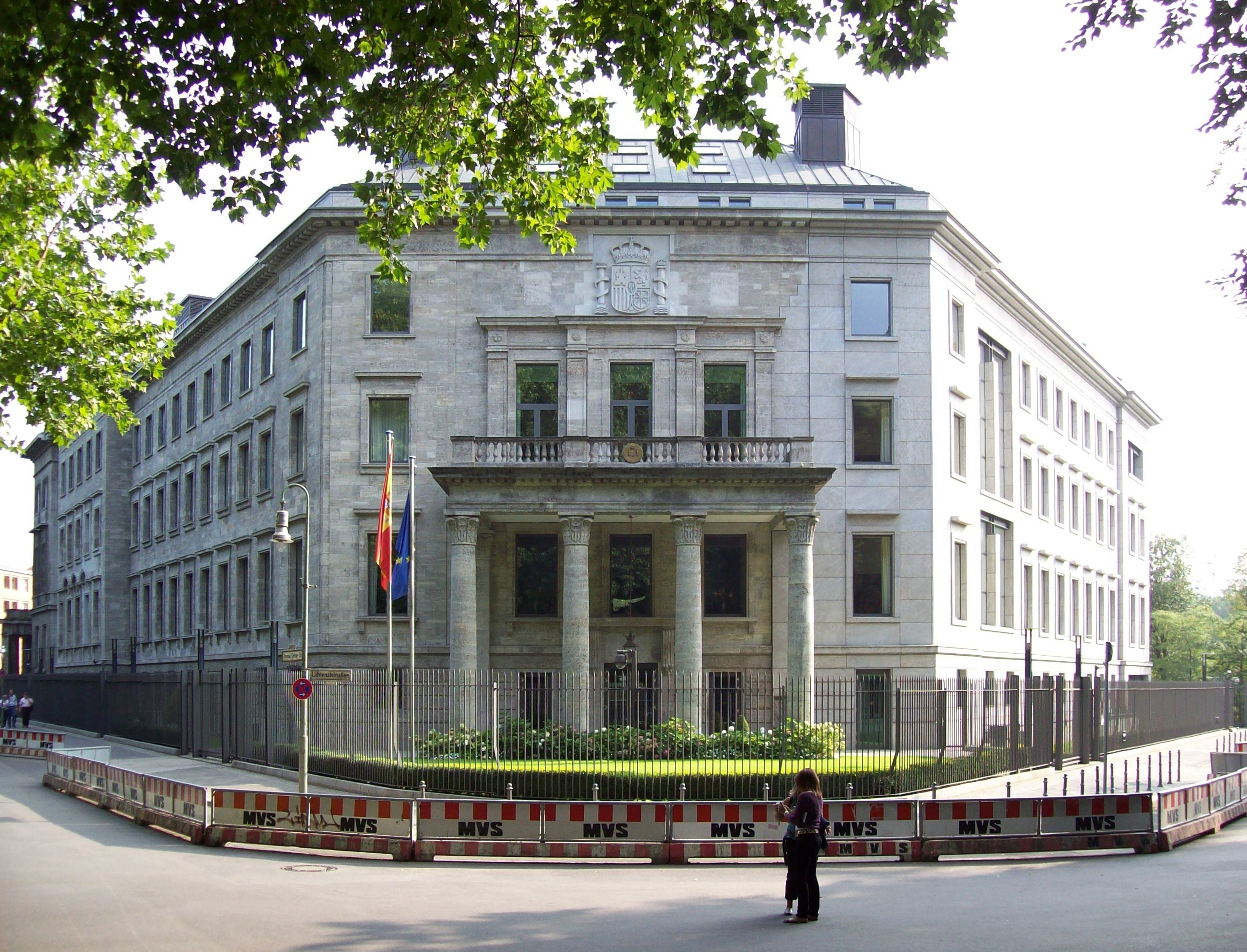
سفارة إسبانيا
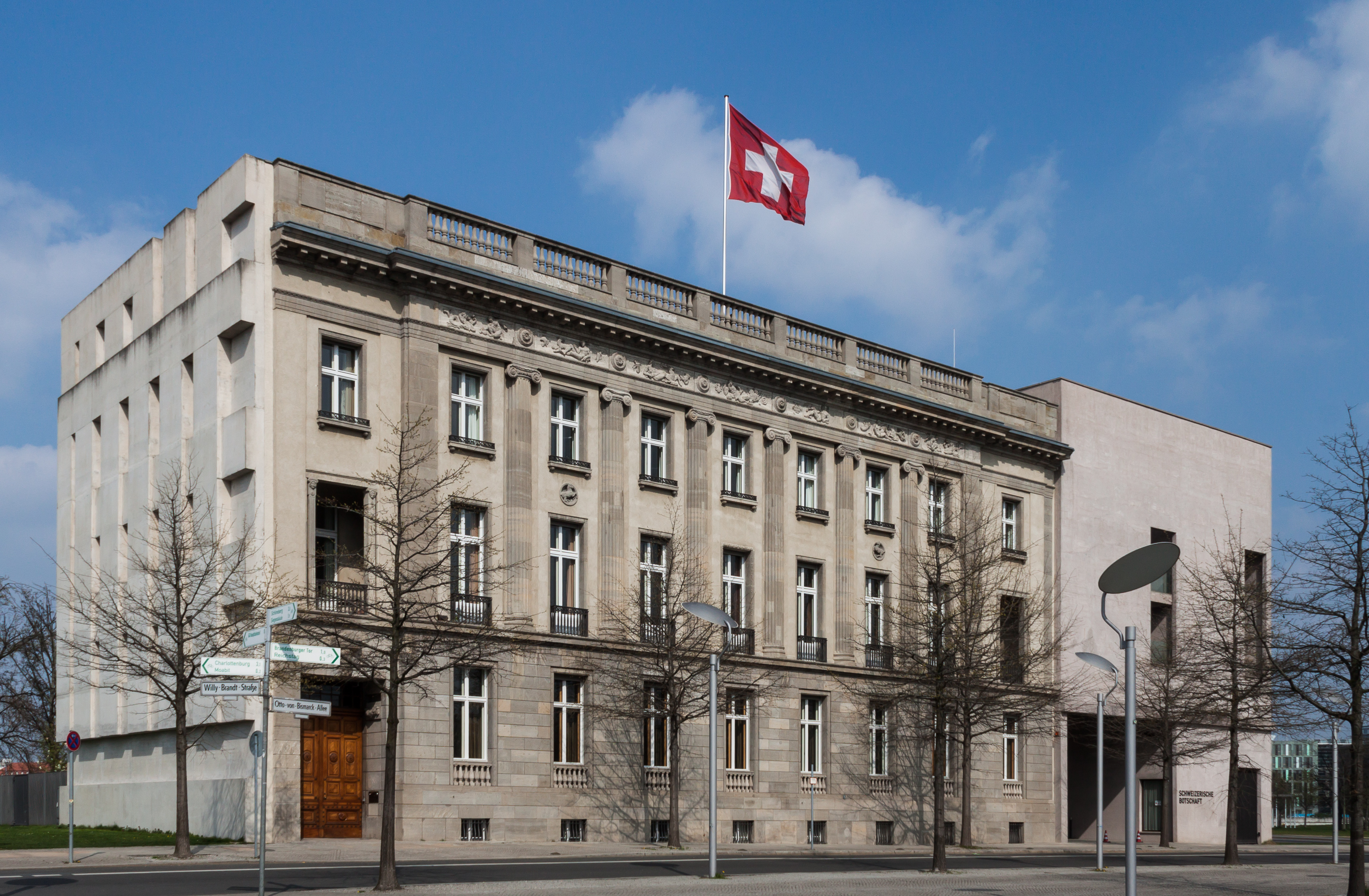
سفارة سويسرا
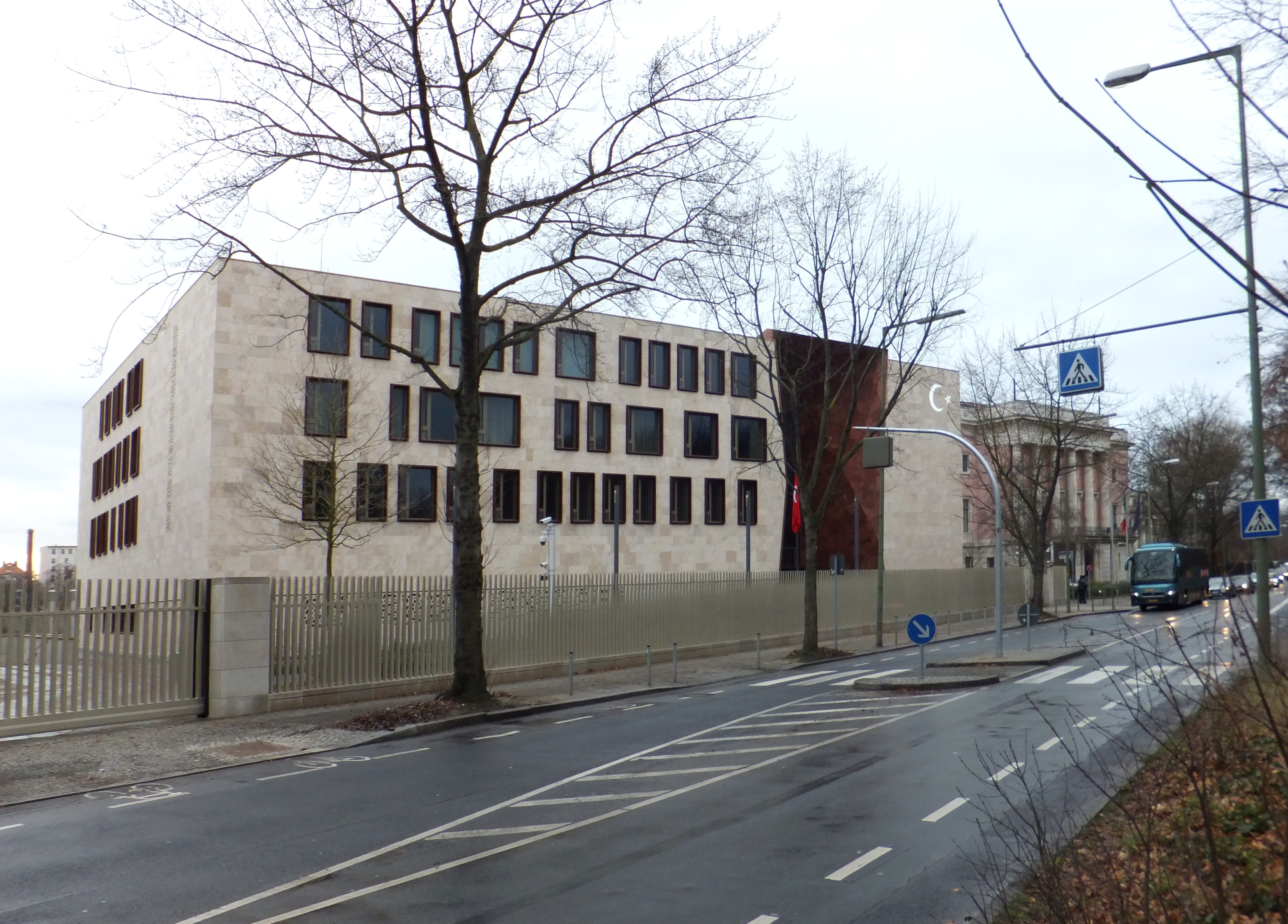
سفارة تركيا
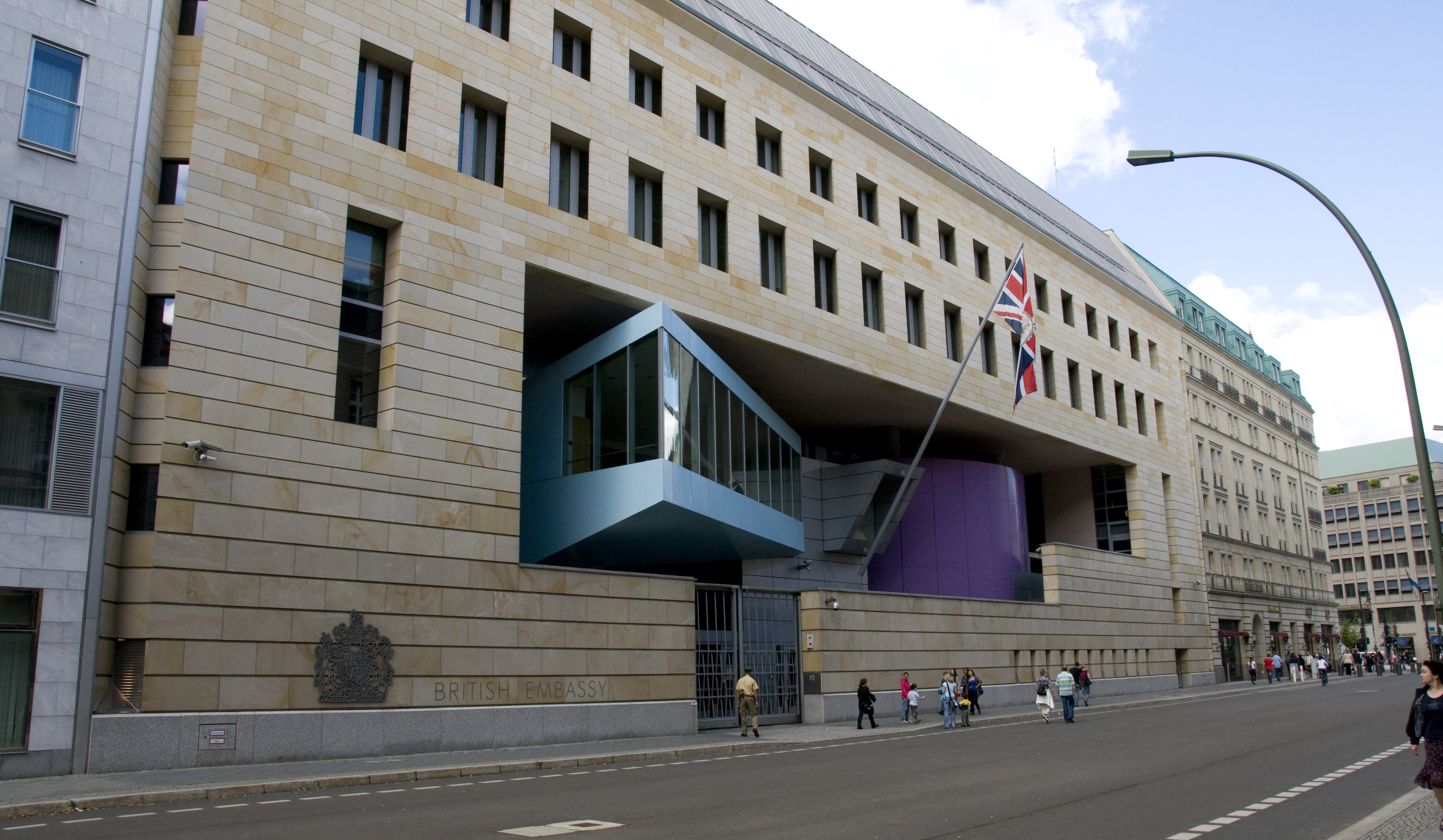
سفارة المملكة المتحدة
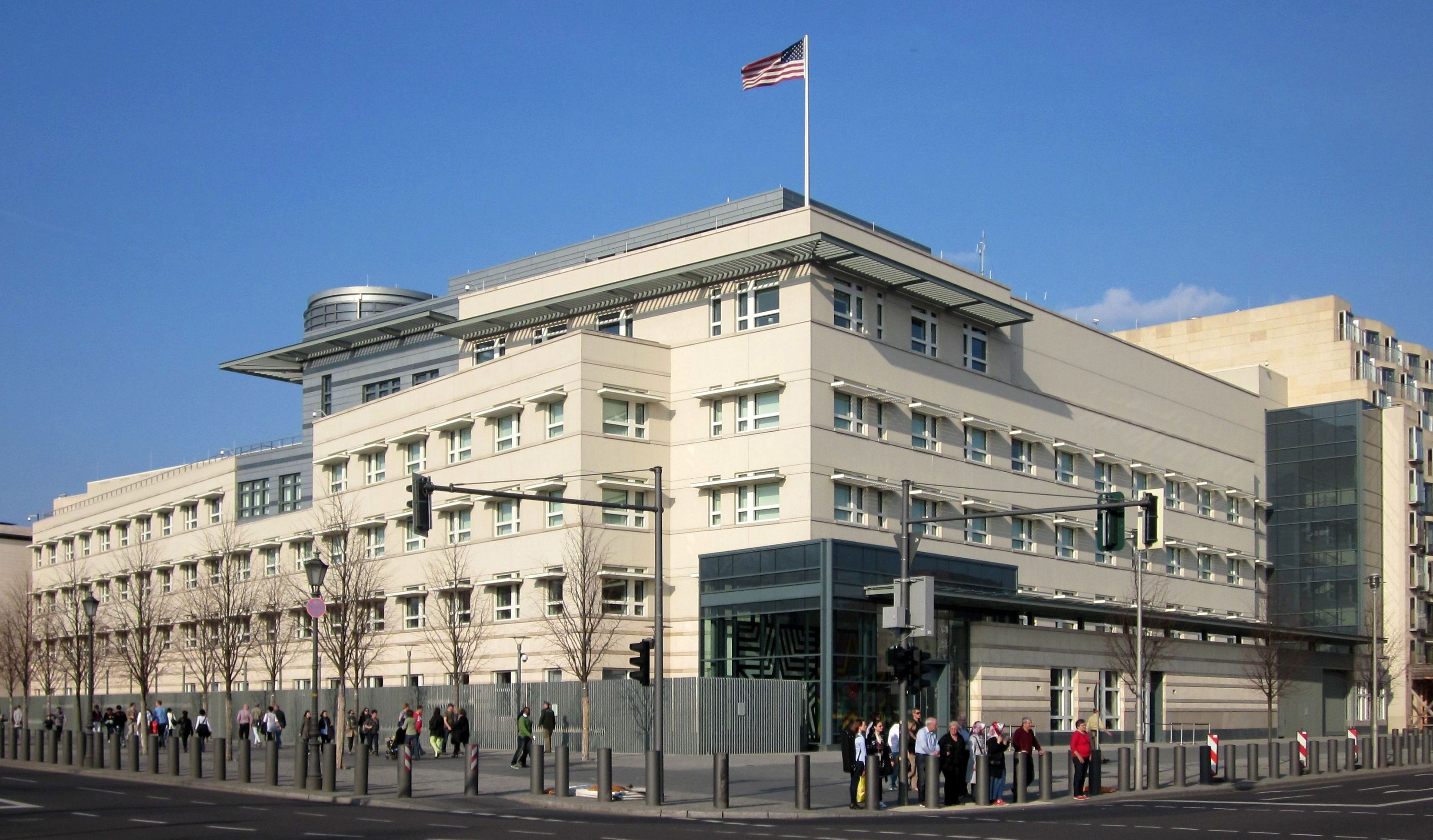
سفارة الولايات المتحدة

## البعثات القنصلية

### بون
- افغانستان (قنصلية عامة)
- الأرجنتين (قنصلية)
- رومانيا (قنصلية عامة)
- روسيا (قنصلية عامة)
- تونس (قنصلية عامة)[4]

### كولونيا
- إيطاليا[5]
- بولندا
- تركيا

### دورتموند
- إيطاليا (قنصلية)

### درسدن
- جمهورية التشيك

### دوسلدورف
- كندا(قنصلية)
- الصين
- كرواتيا
- التشيك
- فرنسا
- اليونان
- اليابان
- كوسوفو[6]
- المغرب
- هولندا
- البرتغال
- صربيا
- إسبانيا
- سويسرا
- تركيا
- أوكرانيا[7]
- المملكة المتحدة
- الولايات المتحدة

### إسن
- تركيا

### فلنسبورغ
- الدنمارك

### فرانكفورت
- الأرجنتين
- أستراليا
- البرازيل
- بلغاريا[8][9]
- تشيلي
- الصين
- كولومبيا (قنصلية)
- كرواتيا
- مصر
- إثيوبيا[10]
- فرنسا
- اليونان
- الهند
- إندونيسيا
- إيران
- العراق
- ايرلندا [11]
- إيطاليا
- اليابان
- كازاخستان
- كازاخستان(وكالة قنصلية)
- الكويت (قنصلية)
- ليبيا
- ماليزيا
- المكسيك (قنصلية)
- مولدوفا
- الجبل الأسود
- المغرب
- نيجيريا[12]
- باكستان
- باراغواي
- بيرو
- الفلبين
- البرتغال
- صربيا
- كوريا الجنوبية
- إسبانيا
- سريلانكا[13]
- سويسرا
- تايوان
- تايلاند
- تركيا
- تركمانستان
- أوكرانيا
- الولايات المتحدة
- أوزبكستان
- فنزويلا
- فيتنام
- اليمن[14]

### فرايبورغ
- إيطاليا

### هامبورغ
- الأرجنتين
- تشيلي
- الصين
- كرواتيا
- قبرص
- الدنمارك
- جمهورية الدومينيكان
- الإكوادور
- مصر
- فرنسا
- اليونان
- هندوراس
- الهند
- إندونيسيا
- إيران
- اليابان
- نيوزيلندا
- مقدونيا
- بنما
- بيرو
- بولندا
- البرتغال
- روسيا
- صربيا
- كوريا الجنوبية
- إسبانيا
- تايوان
- تونس[4]
- تركيا
- أوكرانيا
- الولايات المتحدة
- الأوروغواي

### هانوفر
- إيطاليا
- تركيا

### كارلسروه
- تركيا

### لايبزيغ
- روسيا
- الولايات المتحدة

### ماينتس
- تركيا

### ميونخ
- أفغانستان[15]
- ألبانيا
- النمسا
- بيلاروس
- البوسنة والهرسك
- البرازيل
- بلغاريا
- كندا (قنصلية)
- تشيلي
- الصين
- كرواتيا
- التشيك
- الدنمارك
- فرنسا
- اليونان
- المجر
- الهند
- إيران
- إسرائيل
- إيطاليا
- اليابان
- كوسوفو[a]
- الجبل الأسود
- هولندا
- مقدونيا
- بيرو
- بولندا
- قطر
- رومانيا
- روسيا
- صربيا
- سلوفاكيا
- سلوفينيا
- جنوب إفريقيا
- إسبانيا
- سويسرا
- تايلاند
- تايوان
- تونس[4]
- تركيا
- أوكرانيا
- المملكة المتحدة
- الولايات المتحدة

### مونستر
- تركيا

### نورنبرغ
- تركيا

### ساربروكن
- فرنسا

### شتوتغارت
- البوسنة والهرسك
- كندا (قنصلية)
- كرواتيا
- فرنسا
- اليونان
- إيطاليا
- البرتغال
- صربيا
- إسبانيا
- رومانيا[16]
- سويسرا
- السويد (قنصلية)
- تركيا

### فولفسبورغ
- إيطاليا (وكالة قنصلية)

## السفارات المعتمدة غير المقيمة
مقيم في بروكسل، بلجيكا:
- أندورا
- باربادوس
- بوتان
- بليز
- دومينيكا
- إسواتيني
- غامبيا
- غينيا بيساو
- غرينادا
- غيانا
- ساموا
- ساو تومي وبرينسيب
- جزر سليمان
- ترينيداد وتوباغو
- فانواتو

مقيم في لندن، المملكة المتحدة
- أنتيغوا وباربودا
- جزر البهاما
- فيجي
- سانت كيتس ونيفيس
- سانت لوسيا
- تونغا

مدن مقيمة أخرى
- جمهورية إفريقيا الوسطى (باريس)
- جزر القمر (باريس)
- بالاو (واشنطن العاصمة)
- بابوا غينيا الجديدة (سنغافورة)
- سان مارينو (سان مارينو)
- سيشل (باريس)
- سورينام (لاهاي)

## بعثات منتهية
| المدينة المضيفة | الدولة الباعثة   | مستوي البعثة     | سنة الإغلاق | مراجع         |
| --------------- | ---------------- | ---------------- | ----------- | ------------- |
| برلين           | بنين             | سفارة            | 2021        | [ 17 ]        |
| برلين           | غينيا بيساو      | سفارة            | 2020        | [ 18 ]        |
| بادن بادن       | فرنسا            | قنصلية           | 1992        | [ 19 ]        |
| بون             | النمسا           | مكتب فرع للسفارة | 2006        | [ 20 ]        |
| بون             | بيلاروسيا        | مكتب فرع للسفارة | 2014        | [ 21 ]        |
| بون             | بلغاريا          | مكتب فرع للسفارة | 2012        | [ 22 ]        |
| بون             | كولومبيا         | قنصلية عامة      | 2002        | [ 23 ] [ 24 ] |
| بون             | التشيك           | قنصلية عامة      | 2008        | [ 25 ]        |
| بون             | ألمانيا الشرقية  | بعثة دائمة       | 1990        |               |
| بون             | إندونيسيا        | مكتب فرع للسفارة | 2003        | [ 26 ]        |
| بون             | إسرائيل          | مكتب فرع للسفارة | 2000        | [ 27 ]        |
| بون             | ايطاليا          | مكتب فرع للسفارة | 2002        |               |
| بون             | اليابان          | مكتب فرع للسفارة | 2002        | [ 28 ]        |
| بون             | ليبيا            | مكتب فرع للسفارة | 2018        |               |
| بون             | الفلبين          | مكتب فرع للسفارة | 2008        | [ 29 ]        |
| بون             | سلوفاكيا         | مكتب فرع للسفارة | 2010        | [ 30 ]        |
| بون             | الصومال          | سفارة            | 2000        | [ 31 ]        |
| بون             | سريلانكا         | قنصلية عامة      | 2007        | [ 32 ] [ 33 ] |
| بون             | المملكة المتحدة  | مكتب فرع للسفارة | 2002        | [ 34 ]        |
| بون             | أوكرانيا         | مكتب فرع للسفارة | 2005        | [ 35 ]        |
| بريمن           | الولايات المتحدة | وكالة قنصلية     | 2018        | [ 36 ]        |
| كولونيا         | بلجيكا           | قنصلية عامة      | 2015        | [ 37 ] [ 38 ] |
| كولونيا         | اليونان          | قنصلية عامة      | 2011        | [ 39 ]        |
| فرانكفورت       | أنغولا           | قنصلية عامة      | 2018        | [ 40 ]        |
| فرانكفورت       | البرتغال         | نائب القنصلية    | 2012        | [ 41 ]        |
| فرانكفورت       | المملكة المتحدة  | قنصلية عامة      | 2006        | [ 42 ]        |
| دوسلدورف        | النمسا           | قنصلية عامة      | 2000        | [ 43 ]        |
| دوسلدورف        | سلوفينيا         | قنصلية           | 2012        | [ 44 ] [ 45 ] |
| دوسلدورف        | تونس             | قنصلية عامة      | 2006        | [ 46 ]        |
| فرايبورغ        | فرنسا            | قنصلية           | 1992        | [ 19 ] [ 47 ] |
| هامبورغ         | النمسا           | قنصلية عامة      | 2010        |               |
| هامبورغ         | كندا             | قنصلية عامة      |             |               |
| هامبورغ         | كولومبيا         | قنصلية عامة      | 2002        | [ 23 ]        |
| هامبورغ         | فنلندا           | قنصلية عامة      | 2013        | [ 48 ] [ 49 ] |
| هامبورغ         | ليبيريا          | قنصلية عامة      |             |               |
| هامبورغ         | ايطاليا          | قنصلية عامة      | 2010        | [ 50 ]        |
| هامبورغ         | هولندا           | قنصلية عامة      | 2009        |               |
| هامبورغ         | النرويج          | قنصلية عامة      | 2012        | [ 51 ]        |
| هامبورغ         | الفلبين          | قنصلية عامة      | 2009        | [ 52 ]        |
| هامبورغ         | السويد           | قنصلية عامة      | 2009        | [ 53 ]        |
| هامبورغ         | سويسرا           | قنصلية عامة      | 2009        |               |
| هامبورغ         | المملكة المتحدة  | قنصلية عامة      | 2006        | [ 54 ]        |
| هامبورغ         | فنزويلا          | قنصلية عامة      | 2019        | [ 55 ]        |
| هانوفر          | اليونان          | قنصلية عامة      | 2011        | [ 39 ]        |
| هانوفر          | إسبانيا          | قنصلية عامة      | 2011        | [ 56 ]        |
| لايبزيغ         | فرنسا            | قنصلية عامة      | 1999        | [ 57 ] [ 58 ] |
| لايبزيغ         | اليونان          | قنصلية عامة      | 2011        | [ 39 ]        |
| لايبزيغ         | بولندا           | قنصلية عامة      | 2008        | [ 59 ]        |
| لايبزيغ         | المملكة المتحدة  | قنصلية عامة      | 2006        | [ 42 ]        |
| ماينتس          | فرنسا            | قنصلية عامة      | 1999        | [ 57 ] [ 58 ] |
| ميونخ           | كولومبيا         | قنصلية عامة      | 2002        | [ 23 ]        |
| أوسنابروك       | البرتغال         | نائب القنصلية    | 2012        | [ 42 ] [ 41 ] |
| شتوتغارت        | المملكة المتحدة  | قنصلية عامة      | 2006        | [ 42 ]        |